# 36e cérémonie des Grammy Awards
La 36e cérémonie des Grammy Awards s'est déroulée le 1er mars 1994 au Radio City Music Hall à New York.

## Palmarès
| Prix                      | Artiste         | Titre                                    |
| ------------------------- | --------------- | ---------------------------------------- |
| Enregistrement de l'année | Whitney Houston | I Will Always Love You                   |
| Album de l'année          | Whitney Houston | The Bodyguard: Original Soundtrack Album |
| Chanson de l'année        |                 | A Whole New World (Aladdin's Theme)      |
| Meilleur nouvel artiste   | Toni Braxton    | Toni Braxton                             |

| Prix              | Artiste | Titre             |
| ----------------- | ------- | ----------------- |
| Best Country Song |         | Passionate Kisses |

| Prix                           | Artiste | Titre                                                                              |
| ------------------------------ | ------- | ---------------------------------------------------------------------------------- |
| Best Opera Recording           |         | Handel: Semele                                                                     |
| Best Chamber Music Performance |         | Ives: String Quartets Nos. 1, 2/Barber: String Quartet Op. 11 (American Originals) |

| Prix             | Artiste | Titre                                          |
| ---------------- | ------- | ---------------------------------------------- |
| Best Album Notes |         | The Complete Billie Holiday On Verve 1945-1959 |